# 374

## Evenimente
- 24 noiembrie: Ambrozie a fost botezat, apoi a fost sfințit episcop, și la 7 decembrie a fost consacrat episcop și înscăunat episcop de Milano, canonizat sfânt.

## Nașteri
- dată necunoscută: Gwanggaeto cel Mare de Goguryeo  (d. 413)